# ميدس
ميدس أو ميداس هي واحة جبلية و إحدى عمادات ولاية توزر في جنوب غرب تونس.

## المدينة القديمة
ان مدينة ميداس ترجع تاريخها إلى عصور ما قبل التاريخ، حيث توجد فيها بعض المنحوتات الأثرية داخل أخدود عميق فيها؛ وبُني فيها حصن خلال العصور الوسطى، وخلال الإمبراطورية الرومانية استغلت الحصون كقلعة دفاعية.

## المدينة الحديثة
تقع واحة ميداس على بعد 4 كم شمال مدينة تمغزة وعلى بعد أمتار من الحدود التونسية الجزائرية، وتتميز بمناخ حار، وتبلغ مساحتها 29 هكتار (72 أكر)، أاستخدم الوادي فيها لتصوير فيلمي سارقو التابوت الضائع والمريض الإنجليزي.

## تاريخ
كانت مدينة مهمة من بين العديد من المدن في مقاطعة نوميديا الرومانية لتصبح أسقفية سفراجانية بعد النفوذ البابوي؛ شارك أسقفها الوحيد الموثق تاريخياً، بيتروس، الذي دعا إليه حاكم المملكة الوندالية، هنريق، في قرطاج عام 484، ثم نفي بعد ذلك، مثل العديد من الأساقفة الكاثوليك، على عكس نظرائهم المهرطقين الدوناتيين.

### الأساقفة:
- أنطوان غرولز، الآباء البيض
- ميغيل باترينان
- جيرالدو كلاوديو لويز ميتشيليتو بيلاندا
- خوسيه جيرمان بينافيديس موريبيرون
- جوزيف فان ثو هينه
- أنطونيو مورينو كازاميتجانا
- رافائيل لانو سيفوينتس
- خوسيه لانزا نيتو
- فالنتين رينوسو هيدالغو

## معرض الصور

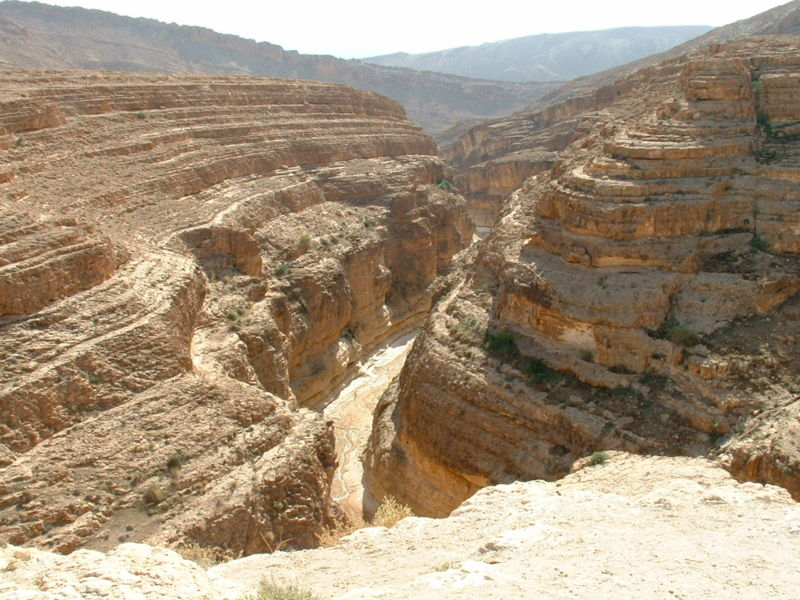
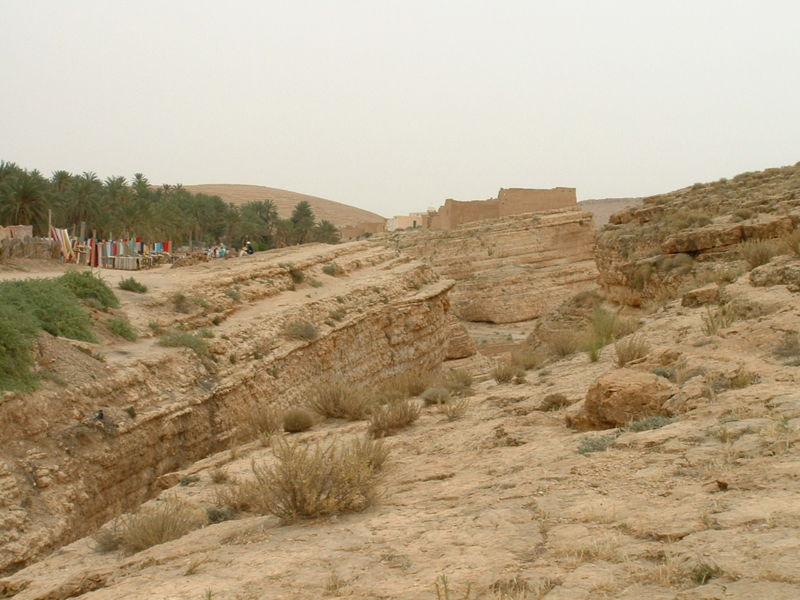
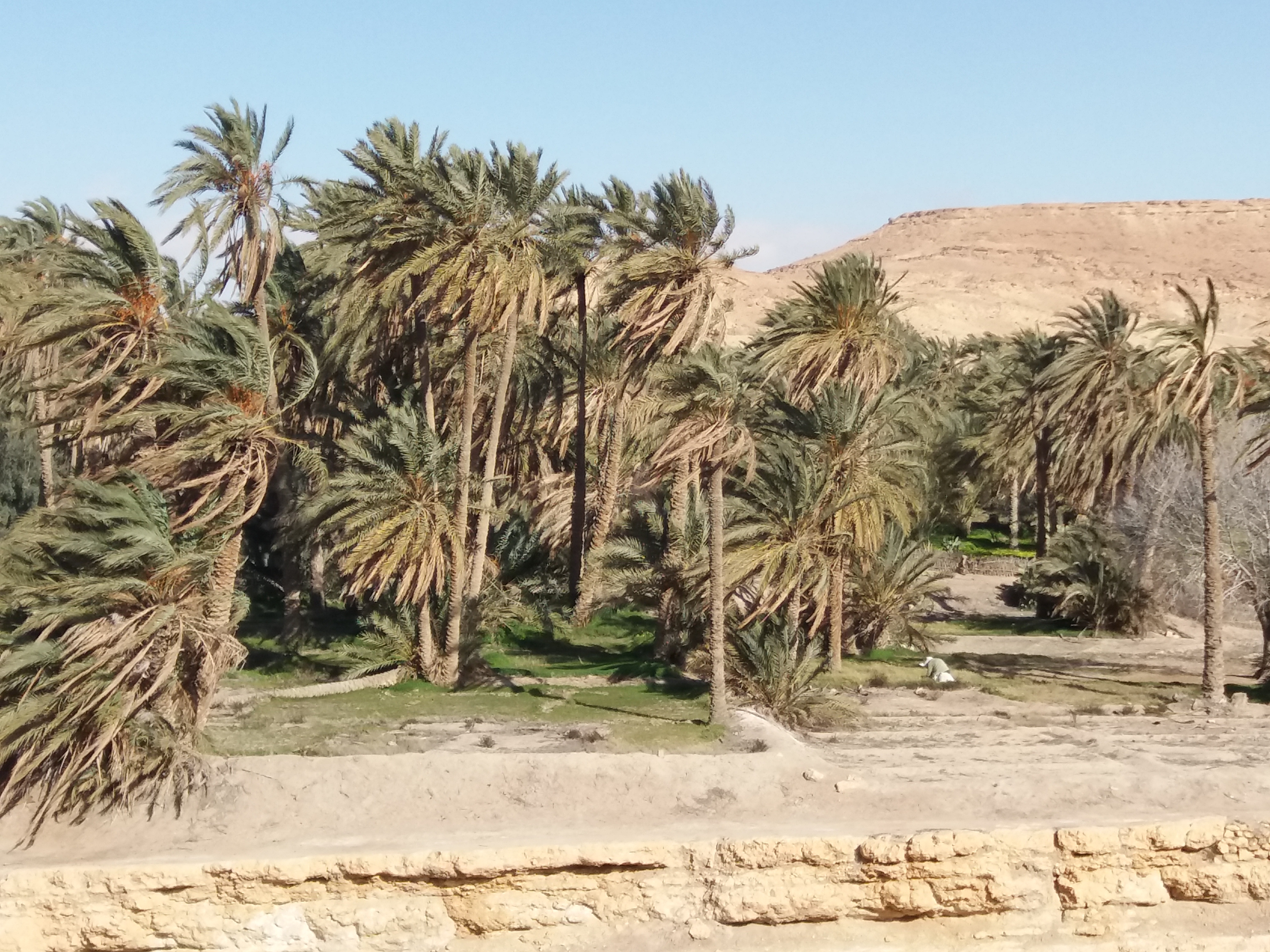
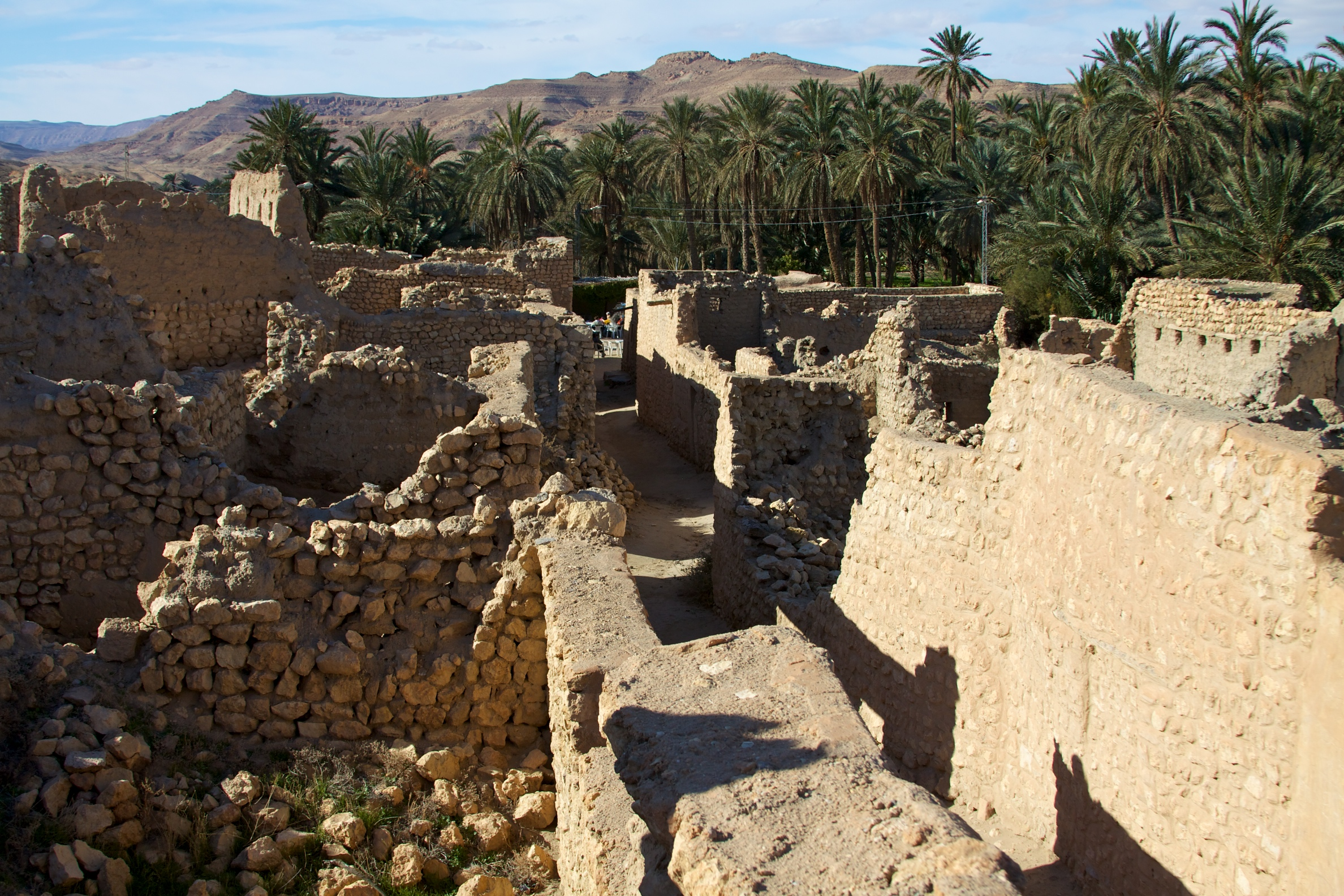
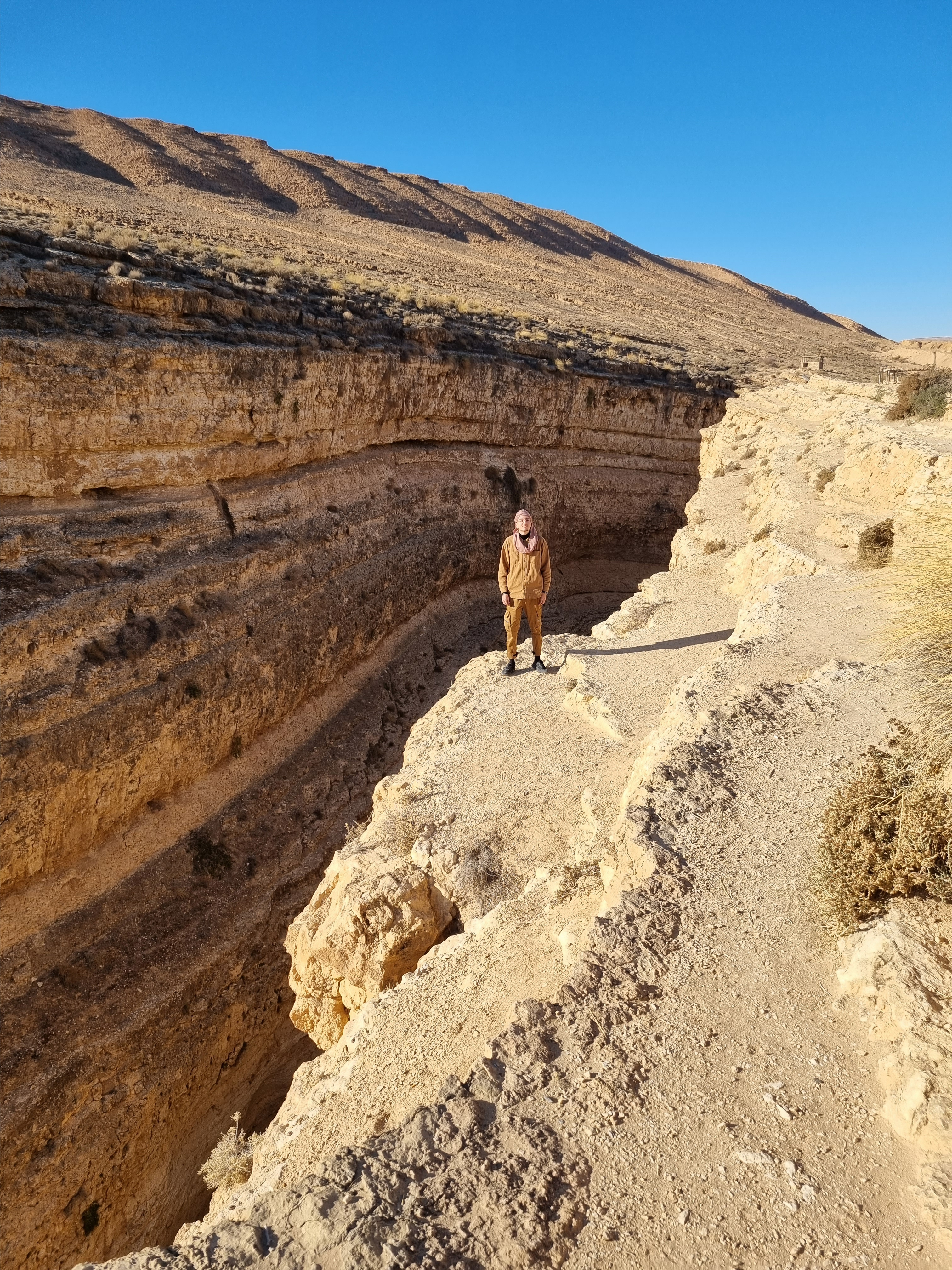
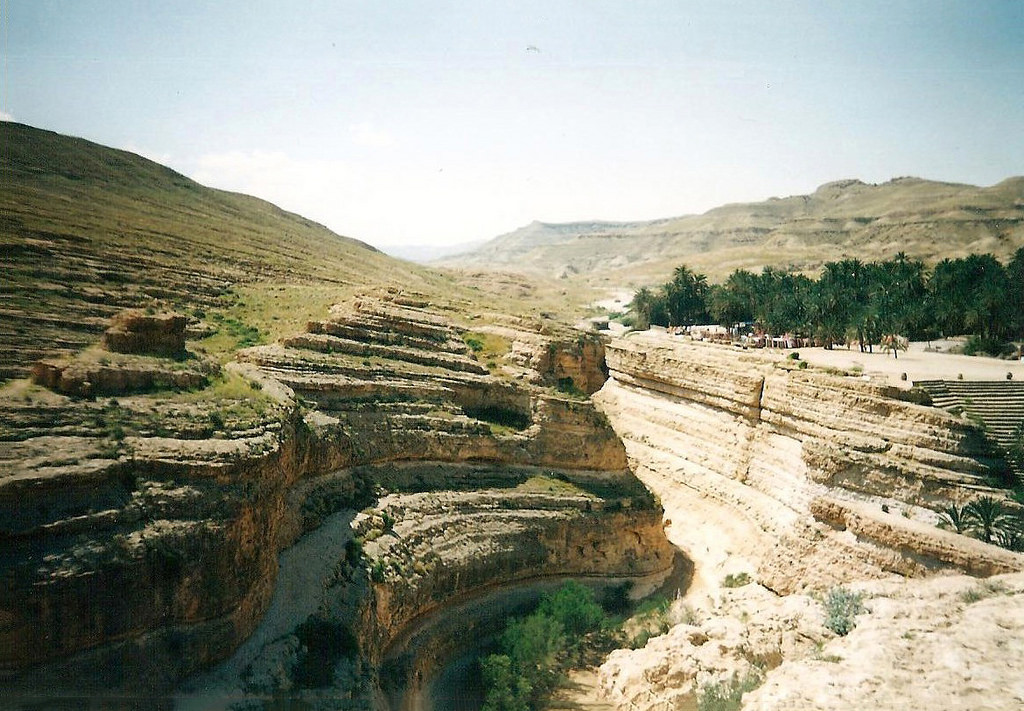
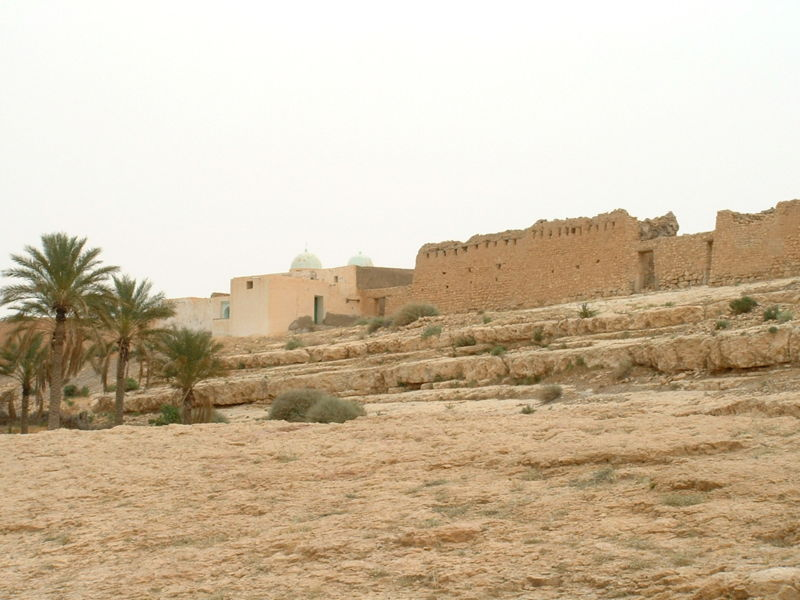

## الروابط الخارجية
- GCatholic - مع الروابط الحيوية الاسمية الحالية